# Samira Sabou
Pour les articles homonymes, voir Sabou.
Samira Sabou est une journaliste et blogueuse nigérienne née en 1981 à Niamey (Niger). Gérante du site d'information Mides-Niger et présidente de l’Association des blogueurs pour la citoyenneté active (ABCA), elle a plusieurs fois été arrêtée et poursuivie par les différents gouvernements nigériens  pour avoir relayé des informations sur la corruption au sein du pays.
En 2024, elle reçoit le Prix international de la liberté de la presse du Comité pour la protection des journalistes (CPJ).

## Biographie

### Enfance et études
Samira Sabou naît en 1981 à Niamey, capitale du Niger. Pendant son enfance, elle vit avec ses parents à Montréal (Canada), où elle fait une partie de sa scolarité. Elle revient au Niger au début des années 2010 et étudie à l'Institut de formation aux techniques de l'information et de la communication (IFTIC), dont elle sort diplômée et major de sa promotion.

### Débuts auSahel
Quand elle commence sa carrière dans le journalisme, Samira Sabou est rapidement sollicitée par l'Office national d’édition et de presse (ONEP) pour travailler au sein de la rédaction du journal Le Sahel, propriété de l'État.
En 2017, après avoir parodié une photo du président Mahamadou Issoufou sur les réseaux sociaux, elle est cependant licenciée. Bien que l'ONEP affirme que la photo n'est pas la cause de son licenciement, cette décision est fortement critiquée et plusieurs internautes nigériens se prennent alors en photo dans la même pose en soutien à la journaliste,,.

### Blogueuse et problèmes avec le pouvoir
Après son licenciement, Samira Sabou s'investit davantage sur Internet, notamment sur les réseaux sociaux, transformant sa page Facebook en un fil d'actualité très actif où elle relaie reportages et directs, vérifie des informations et vulgarise des textes de lois. Elle devient également blogueuse, gérant le site d'information Mides-Niger (mides-niger.com) et présidant l'Association des blogueurs pour la citoyenneté active (ABCA),.
En juin 2020, après avoir relayé une enquête sur une affaire de corruption et de détournement de fonds au Ministère de la Défense, un commentaire posté par un tiers sur sa page Facebook met en cause le fils du président, Sani Issoufou Mahamadou, alors qu'il n'était pas cité dans l'enquête. Ce dernier porte alors plainte pour diffamation contre Samira Sabou, qui est arrêtée et emprisonnée. Elle est enfermée pendant 48 jours dans des conditions précaires — alors qu'elle est enceinte —, avant d'être relaxée par la justice. Au cours de sa détention, elle reçoit le soutien d'Amnesty International, qui estime que la journaliste a fait un « travail légitime d'information » et que l'accusation de diffamation « n'est qu'une manœuvre de plus pour saper son travail et celui de tous les activistes anti-corruption »,,.
En janvier 2022, après avoir partagé un article de l'ONG Global Initiative Against Transnational Organized Crime (en) sur le trafic de drogue au Niger, elle est condamnée aux côtés du journaliste Moussa Aksar à une amende et à un mois de prison avec sursis pour « diffamation par un moyen de communication électronique ». La journaliste fait alors appel de cette décision. Cette dernière est également critiquée par le Comité pour la protection des journalistes, qui en appelle à une réforme de la loi nigérienne sur la cybercriminalité, implémentée depuis peu, pour qu'elle ne puisse plus être utilisée contre des journalistes,. Samira Sabou s'engage elle aussi par la suite en faveur de la modification de cette loi, qu'elle estime néfaste pour les journalistes numériques.
Après le coup d’État de juillet 2023 et l'arrivée au pouvoir d'une junte militaire au Niger, Samira Sabou annonce qu'elle est victime de menaces et de pressions de la part des soutiens du nouveau régime, qui lui reprochent ses publications sur les réseaux sociaux, jugées hostiles au putsch et pas assez patriotiques. Elle porte alors plainte contre X,.
Le 30 septembre 2023, elle est arrêtée à son domicile par des hommes masqués et détenue pendant 8 jours au sein de la police judiciaire de Niamey, sans que ses proches ni son avocat ne sachent où elle se trouve. Amnesty International se dit alors « alarmé par [sa] disparition forcée » et appelle à sa libération immédiate, tout comme Reporters sans frontières (RSF),. Son avocat porte plainte contre X pour « enlèvement, séquestration et détention arbitraire ». Le 11 octobre, son avocat et RSF annoncent finalement sa libération provisoire, la journaliste étant poursuivie pour « diffusion de données de nature à troubler l’ordre public ».
En 2024, elle reçoit le Prix international de la liberté de la presse du Comité pour la protection des journalistes (CPJ).

## Prix
- 2021 : Freedom of Expression Award, catégorie « journalisme », décerné par l'Index on Censorship[13]
- 2024 : Prix international pour la liberté de la presse du Comité pour la protection des journalistes (CPJ)[12]